# Snjófannaás
Snjófannaás är ett berg i republiken Island. Det ligger i regionen Västlandet, 130 km norr om huvudstaden Reykjavík. Toppen på Snjófannaás är 600 meter över havet.
Trakten runt Snjófannaás är nära nog obefolkad, med mindre än två invånare per kvadratkilometer. Det finns inga samhällen i närheten. Trakten runt Snjófannaás består i huvudsak av gräsmarker.